# هيرمان تير مير
فريدريش (فريتز) هيرمان تير مير (الألمانية: Friedrich (Fritz) Hermann ter Meer؛ 4 يوليو 1884 – 27 أكتوبر 1967) كان كيميائيًا ألمانيًا، ورئيس مجلس إدارة شركة باير، وعضوًا في الحزب النازي، وأُدين كمجرم حرب بعد الحرب العالمية الثانية.

## الحياة المبكرة والتعليم
وُلِد تير مير في مدينة يوينا بألمانيا، ودرس الكيمياء في جامعات ألمانية مرموقة، حيث حصل على الدكتوراه في الكيمياء العضوية. بدأ حياته المهنية في مجال الأبحاث الكيميائية الصناعية، مما فتح له الباب لاحقًا للانضمام إلى الشركات الكيميائية الكبرى.

## العمل في إي غه فاربن
من عام 1925 وحتى 1945، كان تير مير عضوًا في مجلس إدارة شركة إي غه فاربن (IG Farben)، أكبر تكتل كيميائي وصناعي في ألمانيا آنذاك. لعب دورًا محوريًا في التخطيط لمصنع بونا الصناعي ومرافقه في معسكر مونوفيتس، وهو معسكر فرعي تابع لـ معسكر أوشفيتز، حيث استُخدم آلاف السجناء كعمال بالسخرة في ظروف قاسية أودت بحياة الكثيرين.

## المحاكمة والإدانة
في عام 1948، مثل تير مير أمام محاكمات نورمبرغ في قضية IG Farben، وأُدين بتهم "القتل الجماعي والاستعباد" نتيجة تورطه المباشر في استغلال عمال السخرة وتخطيط منشآت صناعية مرتبطة بجرائم الحرب. حُكم عليه بالسجن لمدة سبع سنوات.

## ما بعد السجن
أُفرج عنه في عام 1951 بعد أن قضى أقل من المدة الكاملة للحكم. بعد الإفراج، عاد للحياة المهنية وتم تعيينه رئيسًا لمجلس إدارة شركة باير، ما أثار جدلًا واسعًا حول إعادة دمج شخصيات متورطة في جرائم الحرب في المناصب العليا للشركات الألمانية.

## الجدل والإرث
ارتبط اسم تير مير تاريخيًا بجرائم الحرب النازية واستغلال العمل القسري. ولا يزال إرثه مثيرًا للجدل، إذ يُستشهد به كمثال على تقاطع الصناعة الكبرى مع النظام النازي، وعلى قضية المساءلة الأخلاقية للشركات بعد النزاعات الكبرى.